# Arzal
Arzal en idioma francés y oficialmente, Arzhal en bretón, es una localidad y comuna francesa en la región administrativa de Bretaña, en el departamento de Morbihan, situada en el estuario del río Vilaine. 
Sus habitantes reciben el gentilicio en idioma francés de Arzalais y Arzalaises.

## Demografía
| 904 | 883 | 901 | 877 | 930 | 917 |
| Para los censos de 1962 a 1999 la población legal corresponde a la población sin duplicidades (Fuente: INSEE [Consultar]) |     |     |     |     |     |

## Lugares de interés
- Puerto deportivo